# Episodi di Jett - Professione ladra
La prima e unica stagione della serie televisiva Jett - Professione ladra è stata trasmessa sul canale statunitense Cinemax dal 14 giugno  al 9 agosto 2019.
In Italia, la stagione è andata in onda in prima visione sul canale satellitare Sky Atlantic dal 2 al 23 agosto 2021.
| nº | Titolo         | Prima TV USA   | Prima TV Italia |
| -- | -------------- | -------------- | --------------- |
| 1  | Daisy          | 14 giugno 2019 | 2 agosto 2021   |
| 2  | Charles Junior | 21 giugno 2019 | 2 agosto 2021   |
| 3  | Phoenix        | 28 giugno 2019 | 9 agosto 2021   |
| 4  | Frank Sweeney  | 5 luglio 2019  | 9 agosto 2021   |
| 5  | Bennie         | 12 luglio 2019 | 16 agosto 2021  |
| 6  | Josie          | 19 luglio 2019 | 16 agosto 2021  |
| 7  | Rosalie        | 26 luglio 2019 | 23 agosto 2021  |
| 8  | Dillon         | 2 agosto 2019  | 23 agosto 2021  |
| 9  | Miljan Bestic  | 9 agosto 2019  | 23 agosto 2021  |

## Daisy
- Diretto da: Sebastian Gutierrez
- Scritto da: Sebastian Gutierrez